# X Window System
У рачунарству, X Window System (такође X11 или X) је протокол за приказ система прозора, на екранима који се базирају на пикселима. Нуди стандардне алате и протоколе за монтирање графичког корисничког интерфејса на већини јуниксових оперативних система, као и на OpenVMS, односно оперативном систему за најквалитетније сервере. Такође је адаптиран за све друге савремене оперативне системе. 
X садржи основну структуру за конструисање окружења графичког корисничког интерфејса: уцртавање и премјештање прозора на екрану и интеракцију са мишом и тастером. X не управља корисничким интерфејсом, него су за то задужени индивидуални програми клијенти. Као резултат, визуелни изглед окружења X система варира; различити програми могу приказати веома различите интерфејсе. X није интегрални дио оперативног система, него додатни апликациони слој изнад слоја језгра оперативног система. 
За разлику од претходних протокола за приказ, X је дизајниран за коришћење преко везе са рачунарским мрежама, а не за коришћење на неком специфичном уређају као цјелини. 
X је пројектован на Институту технологије Масачусетс, 1984. године. Тренутна верзија протокола, X11, појавила се у септембру 1987. године. X.Org Foundation руководи тренутном стандардном имплементацијом, под именом X.Org Server, доступном као слободан софтвер под МИТ лиценцом и другим сличним лиценцама.